# Selección de polo de Alemania
La Selección de polo de Alemania es el conjunto que representa a Alemania en las competencias internacionales de polo. Históricamente Alemania ha sido el amplio dominador en la mayoría de los deportes ecuestres, sin embargo en el polo no ha logrado consolidarse entre los más grandes.

## Alemania en los Juegos Olímpicos
Su única participación en los Juegos Olímpicos fue en Berlín en 1936 en donde actuaron como locales. Heinrich Amsinck, Walter Bartram, Arthur Köser y Robert Miles Reincke, fue el cuarteto olímpico que solo cosechó derrotas.  El conjunto alemán empató a ocho goles ante Hungría y posteriormente, en el partido de desempate, se inclinó por 16 goles a 6. Aquellos Juegos Olímpicos fue la última vez en que se disputaron partidos de polo, finalmente Argentina terminó ganando la medalla de oro.

## Alemania en la Copa del Mundo
Alemania en campeonatos mundiales, al igual que en los Juegos Olímpicos, ha estado presente en una sola oportunidad y también de local en Berlín, donde asistieron por derecho propio en 1989. El conjunto local terminó en el sexto puesto de un total de ocho participantes y formó con Jo Schneider, Gerhard Holter, Michael Keuper y Alexander Schwarz como el cuarteto titular.

### Resumen mundialista
| Campeonato Mundial de Polo | Campeonato Mundial de Polo | Campeonato Mundial de Polo | Campeonato Mundial de Polo | Campeonato Mundial de Polo | Campeonato Mundial de Polo |
| -------------------------- | -------------------------- | -------------------------- | -------------------------- | -------------------------- | -------------------------- |
| 1987:                      | No clasificó               | 1989:                      | Primera fase               | 1992:                      | No clasificó               |
| 1995:                      | No clasificó               | 1998:                      | No clasificó               | 2001:                      | No clasificó               |
| 2004:                      | No clasificó               | 2008:                      | No clasificó               | 2011:                      | No clasificó               |
| 2015:                      | No clasificó               | 2017:                      | No clasificó               |                            |                            |